# Адодуров, Василий Евдокимович
Васи́лий Евдоки́мович Адоду́ров (Ададу́ров) (1709—1780) — русский учёный (математик и филолог-русист), педагог, адъюнкт (1733) и почётный член (1777) Санкт-Петербургской академии наук, куратор Московского университета.

## Биография
Происходил из старинного рода Ададуровых. Родился в Новгороде 15 (26) марта 1709 года.
Образование получил в Новгородской школе Лихудов, затем в Славяно-греко-латинской академии (1723—1726) и в Петербургской Академической гимназии (1726). С 1727 года — студент Академического университета; обратил на себя внимание Даниила Бернулли. С 1731 года — переводчик при Санкт-Петербургской академии наук; переводил с немецкого научные труды Г. З. Байера, под руководством Л. Эйлера занимался математикой . В 1731 году для немецко-русского словаря А. Д. Вейсмана составил краткий очерк русской грамматики на немецком языке, который стал основой его собственной грамматики (написанной на русском языке). Кроме математических исследований, Ададуров издал немало полезнейших переводов с иностранных языков и составил (1740) русскую грамматику — одну из первых русских (а не церковнославянских) грамматик, составленных носителем языка для носителей.
26 октября 1733 года стал первым русским действительным членом (адъюнктом) Петербургской академии наук по кафедре высшей математики у Леонарда Эйлера с жалованием 300 рублей в год. В 1735 году В. Е. Адодуров, наряду с И. И. Ильинским, И. С. Горлицким, В. К. Тредиаковским и И. И. Таубертом, стал членом Российского собрания. В июле 1736 года сенатским указом Адодурову было предписано обучать «сенатской канцелярии и других коллегий и канцелярий  дворян» два раза в неделю «грамматике славенской и латыни», в числе которых был М. В. Ломоносов.
Привлекался к делам Герольдмейстерской конторы сначала для перевода описания церемонии погребения Анны Иоановны, а с апреля 1741 года переведён в Герольдмейстерскую контору в помощь советнику Гейнцельману. К концу 1741 года, после отставки Гейнцельмана, «при сочинении гербов обретался один асессор Андуров». Был назначен товарищем герольдмейстера, а через несколько лет — и герольдмейстером (1753—1755). Василий Адодуров, фактически руководя в 1740—1750-х годах официальным русским герботворчеством, подготовил сотни гербовых пожалований русскому дворянству (в их числе — более трёх сотен гербов лейб-кампанцам Елизаветы Петровны). Одновременно (с начала 1740-х годов) Адодуров — личный секретарь и учитель в доме фаворита императрицы Елизаветы Петровны А. Г. Разумовского, руководил образованием его брата, будущего президента АН К. Г. Разумовского.
В 1744 году был назначен преподавать русский язык невесте наследника престола, принцессе Софии; по её словам, «сочинял» за неё письма императрице Елизавете Петровне. В 1750-е годы Адодуров представлял собой заметную фигуру при российском дворе. По отзыву английского посла Чарльза Уильямса, обладал «умом, образованием, прекрасными манерами, словом, это русский, соизволивший поработать над собой». 
В борьбе придворных группировок принял сторону своей ученицы — Екатерины Алексеевны. В феврале 1758 года Адодуров был арестован по делу канцлера А. П. Бестужева-Рюмина, подозревавшегося в заговоре с целью объявить великую княгиню Екатерину регентшей при малолетнем наследнике Павле Петровиче, содержался под домашним арестом до апреля 1759 года. После освобождения был назначен на должность товарища оренбургского губернатора. 
После восшествия на престол Екатерины II, во время её коронации в Москве в октябре 1762 года, Адодуров был назначен президентом Мануфактур-коллегии (1762—1764) и куратором Московского университета (1762—1778), заменив вынужденного покинуть Россию И. И. Шувалова и отправленного в отставку Ф. П. Веселовского. Адодуров активно налаживал учебные и финансовые дела Московского университета. Выступал за строгое разграничение функций Конференции и канцелярии университета во главе с директором, признавая за первой право решения только учебных вопросов. Утвердил (1767) данное императрицей Екатериной II разрешение молодым русским профессорам  читать лекции на родном языке. Установил (1766) новую систему обучения студентов  в Московском университете, согласно которой на факультет права и медицинский факультет они могли поступить только после предварительного трёхлетнего обучения на философском факультете . Ввёл (1769) новый порядок аттестации выпускников университета при вступлении выпускников университета на профессорские кафедры, требующий предоставление диссертации на латинском и русском языках и защиту этой диссертации на публичном диспуте.
Был награждён 28 июня 1768 года орденом Святой Анны.
С 1771 года, переехав в Санкт-Петербург, Адодуров фактически не участвовал в управлении Московским университетом, хотя в должности куратора состоял до 1778 года. Избран почётным членом Российской Академии наук (1778).
Умер 5 (16) ноября 1780 года. Его могила (объект культурного наследия) находится на Лазаревском кладбище Александро-Невской лавры.

## Память
В день 300-летия со дня его рождения Гильдией геральдических художников была учреждена Адодуровская премия. Премия стала первой в истории российской геральдики профессиональной наградой, которой отмечаются заслуги в гербоведении и герботворчестве.